# Oberbruck
Oberbruck [obəʁbʁyk]  est une commune française située dans l'aire d'attraction de Mulhouse et faisant partie de la collectivité européenne d'Alsace (circonscription administrative du Haut-Rhin), en région Grand Est.
Cette commune se trouve dans la région historique et culturelle d'Alsace.
Ses habitants sont appelés les Oberbruckois.

## Géographie

### Communes limitrophes
| Saint-Maurice-sur-Moselle Vosges Neuweiher | Rimbach-près-Masevaux |           |
|                                            | Oberbruck             | Wegscheid |
| Dolleren                                   |                       | Kirchberg |

### Hydrographie

#### Réseau hydrographique
La commune est dans le bassin versant du Rhin au sein du bassin Rhin-Meuse. Elle est drainée par le ruisseau Seebach et le ruisseau de Neuweiher,,.

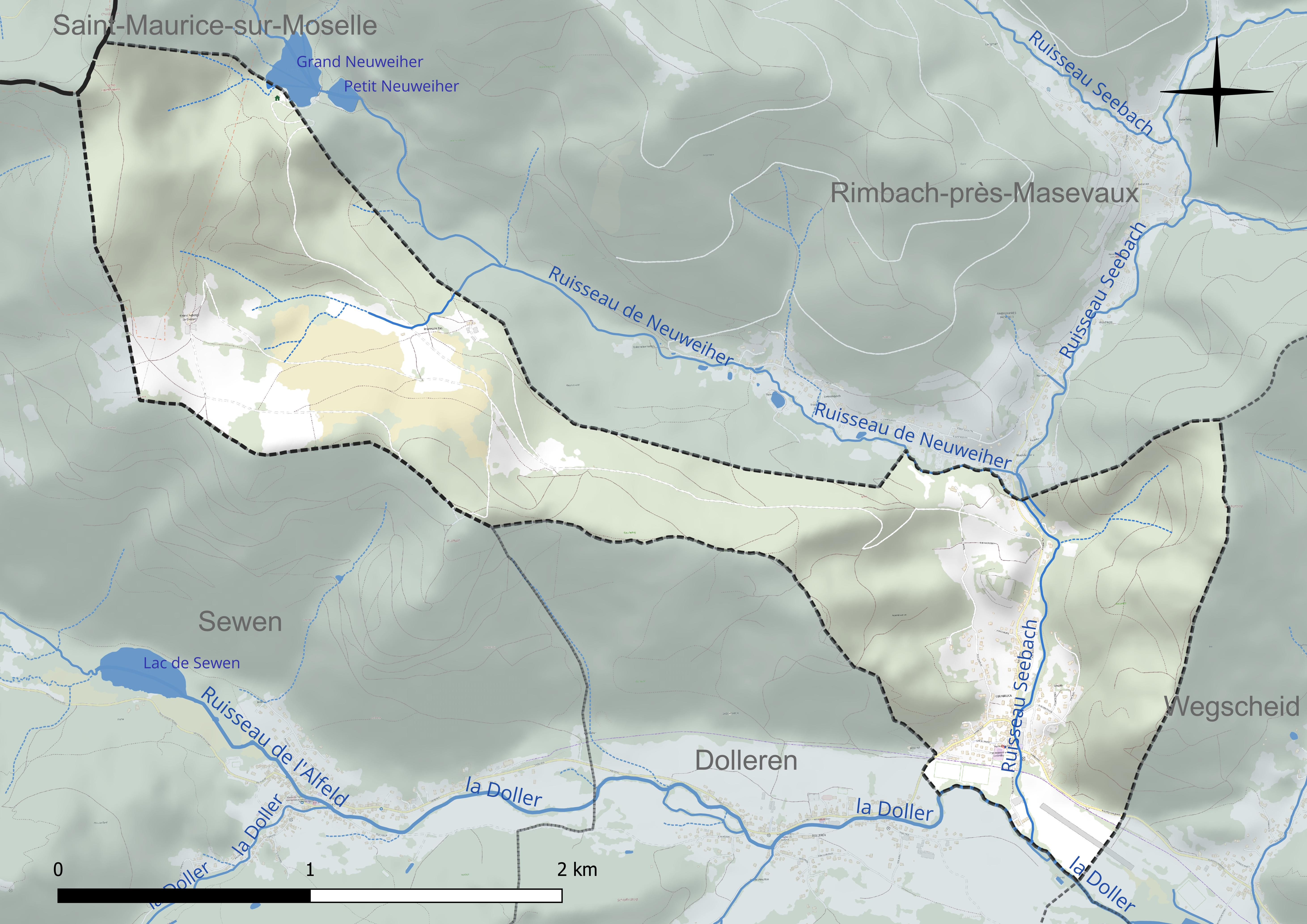
Réseau hydrographique d'Oberbruck.

Un plan d'eau complète le réseau hydrographique : le Grand Neuweiher, d'une superficie totale de 3,9 ha (0,1 ha sur la commune),.

#### Gestion et qualité des eaux
Le territoire communal est couvert par le schéma d'aménagement et de gestion des eaux (SAGE) « Doller ». Ce document de planification concerne le bassin versant de la Doller dont le territoire s’étend sur 280 km2. Il a été approuvé le 15 janvier 2020. La structure porteuse de l'élaboration et de la mise en œuvre est le syndicat mixte « Rivières de Haute-Alsace ». 
La qualité des cours d’eau peut être consultée sur un site dédié géré par les agences de l’eau et l’Agence française pour la biodiversité. 

### Climat
Pour des articles plus généraux, voir Climat du Grand Est et Climat du Haut-Rhin.
En 2010, le climat de la commune est de type climat de montagne, selon une étude du Centre national de la recherche scientifique s'appuyant sur une série de données couvrant la période 1971-2000. En 2020, Météo-France publie une typologie des climats de la France métropolitaine dans laquelle la commune est exposée à un climat semi-continental et est dans la région climatique  Vosges, caractérisée par une pluviométrie très élevée (1 500 à 2 000 mm/an) en toutes saisons et un hiver rude (moins de 1 °C). 
Pour la période 1971-2000, la température annuelle moyenne est de 9,1 °C, avec une amplitude thermique annuelle de 16,6 °C. Le cumul annuel moyen de précipitations est de 1 151 mm, avec 13 jours de précipitations en janvier et 11,4 jours en juillet. Pour la période 1991-2020, la température moyenne annuelle observée sur la station météorologique de Météo-France la plus proche, « Sewen - Lac Alfeld_sapc », sur la commune de Sewen à 3 km à vol d'oiseau, est de 10,0 °C et le cumul annuel moyen de précipitations est de 2 282,3 mm. 
La température maximale relevée sur cette station est de 37,2 °C, atteinte le 24 juillet 2019 ; la température minimale est de −21 °C, atteinte le 12 janvier 1987,,. 
Les paramètres climatiques de la commune ont été estimés pour le milieu du siècle (2041-2070) selon différents scénarios d'émission de gaz à effet de serre à partir des nouvelles projections climatiques de référence DRIAS-2020. Ils sont consultables sur un site dédié publié par Météo-France en novembre 2022.

## Urbanisme

### Typologie
Au 1er janvier 2024, Oberbruck est catégorisée bourg rural, selon la nouvelle grille communale de densité à sept niveaux définie par l'Insee en 2022.
Elle appartient à l'unité urbaine de Kirchberg, une agglomération intra-départementale regroupant six  communes, dont elle est ville-centre,,. Par ailleurs la commune fait partie de l'aire d'attraction de Mulhouse, dont elle est une commune de la couronne,. Cette aire, qui regroupe 132 communes, est catégorisée dans les aires de 200 000 à moins de 700 000 habitants,.

### Occupation des sols
L'occupation des sols de la commune, telle qu'elle ressort de la base de données européenne d’occupation biophysique des sols Corine Land Cover (CLC), est marquée par l'importance des forêts et milieux semi-naturels (83,9 % en 2018), une proportion identique à celle de 1990 (83,9 %). La répartition détaillée en 2018 est la suivante : 
forêts (67,4 %), milieux à végétation arbustive et/ou herbacée (16,4 %), zones agricoles hétérogènes (10,2 %), zones urbanisées (5,9 %). L'évolution de l’occupation des sols de la commune et de ses infrastructures peut être observée sur les différentes représentations cartographiques du territoire : la carte de Cassini (XVIIIe siècle), la carte d'état-major (1820-1866) et les cartes ou photos aériennes de l'IGN pour la période actuelle (1950 à aujourd'hui).

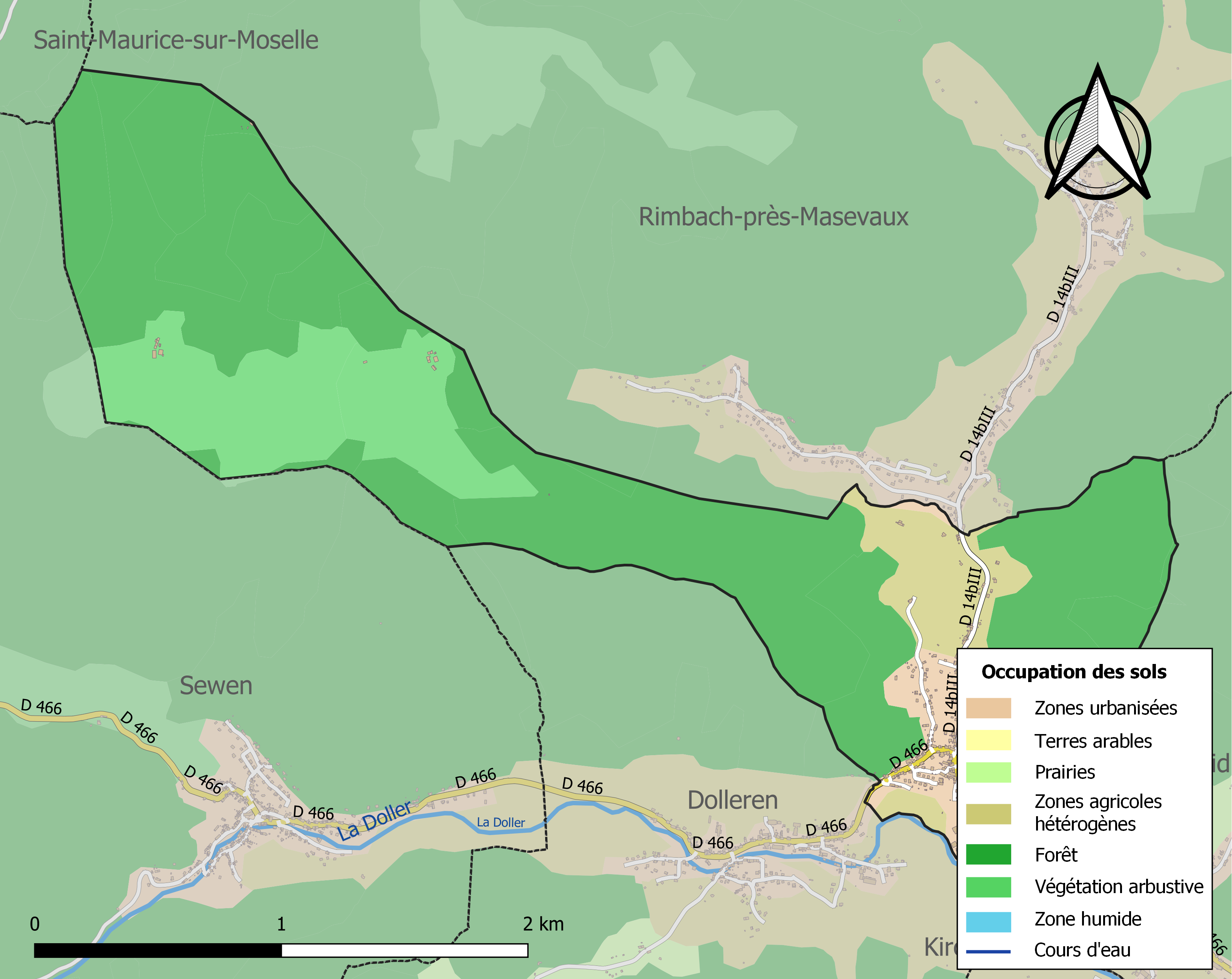
Carte des infrastructures et de l'occupation des sols de la commune en 2018 (CLC).

## Histoire
Son nom signifie en allemand « Pont supérieur » De « ober » (supérieur) et de « Brücke » (le pont). Le village s’est développé autour du pont sur le torrent le « Rimbach » qui était alors le pont le plus  en amont pour gagner la haute-vallée de Masevaux, le pont en aval étant situé sur la Doller à Niederbruck À l'origine c'était une possession de l'abbaye de Masevaux.
Grâce à l'énergie hydraulique du torrent qui le traverse, Oberbruck devient un village industriel dès le Moyen Âge : un fourneau à fondre le fer utilisant les minerais extraits dans la haute vallée de la Doller est cité dès 1409. Par la suite, des forges et des martinets perpétuent le travail du fer, comme l'atteste aujourd'hui le quartier nommé « Renardière ». Ce nom vient de « renard » qui désigne une masse de fer pâteuse issue de l'affinage de la fonte. La métallurgie connaît son apogée aux XVIIIe et XIXe siècles puis décline et disparaît en raison de l'épuisement du minerai local.
Le textile prend la relève grâce à l'implantation par les industriels Zeller en 1822 d'une importante filature qui alimente en filés plusieurs tissages installés dans les villages environnants. Cette activité prospère pendant plus d'un siècle, puis connaît la crise et la fermeture vers 1960.

### Héraldique
| Blason d'Oberbruck | Les armes d'Oberbruck se blasonnent ainsi : « De sinople au pont à deux arches d'or maçonné de sable posé sur une champagne ondée d'argent chargée de deux burelles ondées d'azur, et surmonté d'un haut-fourneau d'argent, maçonné et ouvert de sable, enflammé de gueules. » |

## Politique et administration

### Budget et fiscalité 2014

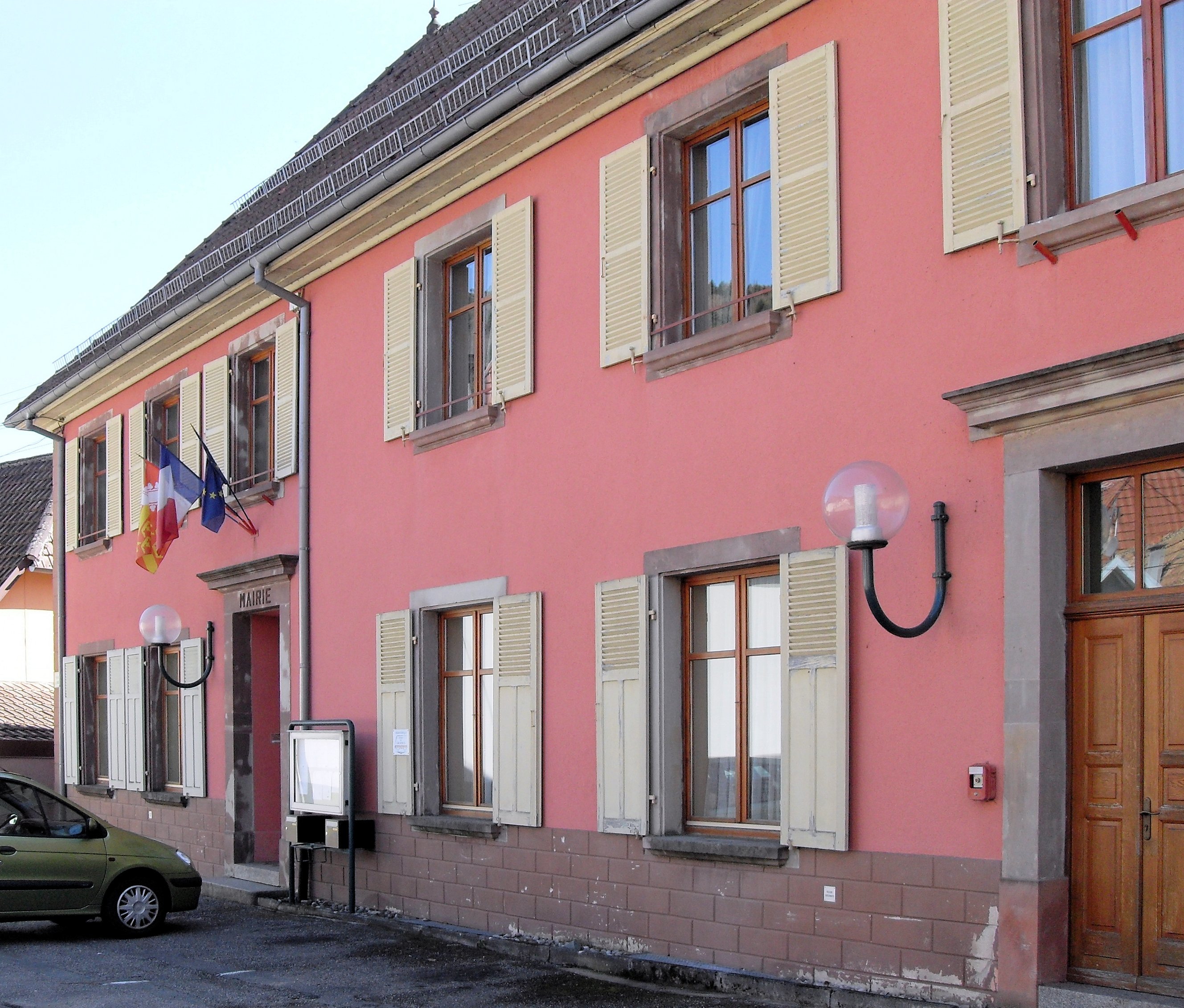
La mairie.

En 2014, le budget de la commune était constitué ainsi :
- total des produits de fonctionnement : 381 000 €, soit 854 € par habitant ;
- total des charges de fonctionnement : 212 000 €, soit 476 € par habitant ;
- total des ressources d'investissement : 79 000 €, soit 176 € par habitant ;
- total des emplois d'investissement : 210 000 €, soit 471 € par habitant ;
- endettement : 85 000 €, soit 191 € par habitant.

Avec les taux de fiscalité suivants :
- taxe d'habitation : 8,85 % ;
- taxe foncière sur les propriétés bâties : 8,21 % ;
- taxe foncière sur les propriétés non bâties : 65,95 % ;
- taxe additionnelle à la taxe foncière sur les propriétés non bâties : 50,60 % ;
- cotisation foncière des entreprises : 14,09 %.

## Démographie
L'évolution du nombre d'habitants est connue à travers les recensements de la population effectués dans la commune depuis 1793. Pour les communes de moins de 10 000 habitants, une enquête de recensement portant sur toute la population est réalisée tous les cinq ans, les populations de référence des années intermédiaires étant quant à elles estimées par interpolation ou extrapolation. Pour la commune, le premier recensement exhaustif entrant dans le cadre du nouveau dispositif a été réalisé en 2004.

En 2022, la commune comptait 390 habitants, en évolution de −1,02 % par rapport à 2016 (Haut-Rhin : +0,66 %, France hors Mayotte : +2,11 %).
| 1793 | 1800 | 1806 | 1821 | 1831 | 1836 | 1841 | 1846 | 1851 |
| ---- | ---- | ---- | ---- | ---- | ---- | ---- | ---- | ---- |
| 457  | 375  | 425  | 461  | 586  | 657  | 665  | 660  | 628  |

| 1856 | 1861 | 1866 | 1871 | 1875 | 1880 | 1885 | 1890 | 1895 |
| ---- | ---- | ---- | ---- | ---- | ---- | ---- | ---- | ---- |
| 606  | 658  | 650  | 593  | 595  | 598  | 577  | 550  | 549  |

| 1900 | 1905 | 1910 | 1921 | 1926 | 1931 | 1936 | 1946 | 1954 |
| ---- | ---- | ---- | ---- | ---- | ---- | ---- | ---- | ---- |
| 530  | 509  | 509  | 516  | 530  | 515  | 508  | 529  | 569  |

| 1962 | 1968 | 1975 | 1982 | 1990 | 1999 | 2004 | 2006 | 2009 |
| ---- | ---- | ---- | ---- | ---- | ---- | ---- | ---- | ---- |
| 577  | 548  | 506  | 439  | 462  | 475  | 454  | 445  | 439  |

| 2014 | 2019 | 2022 | - | - | - | - | - | - |
| ---- | ---- | ---- | - | - | - | - | - | - |
| 409  | 390  | 390  | - | - | - | - | - | - |

## Lieux et monuments

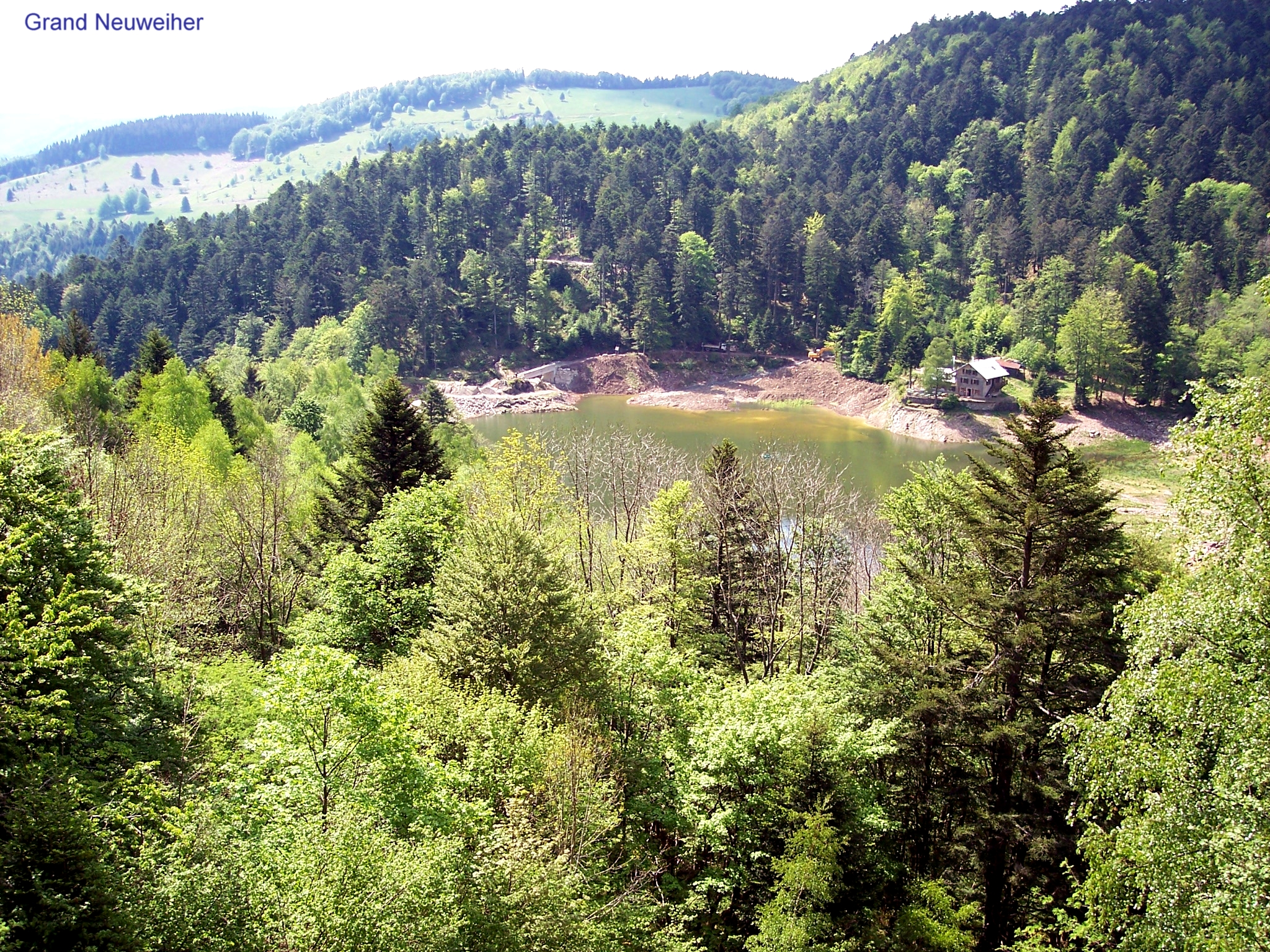
Lac grand Neuweiher.

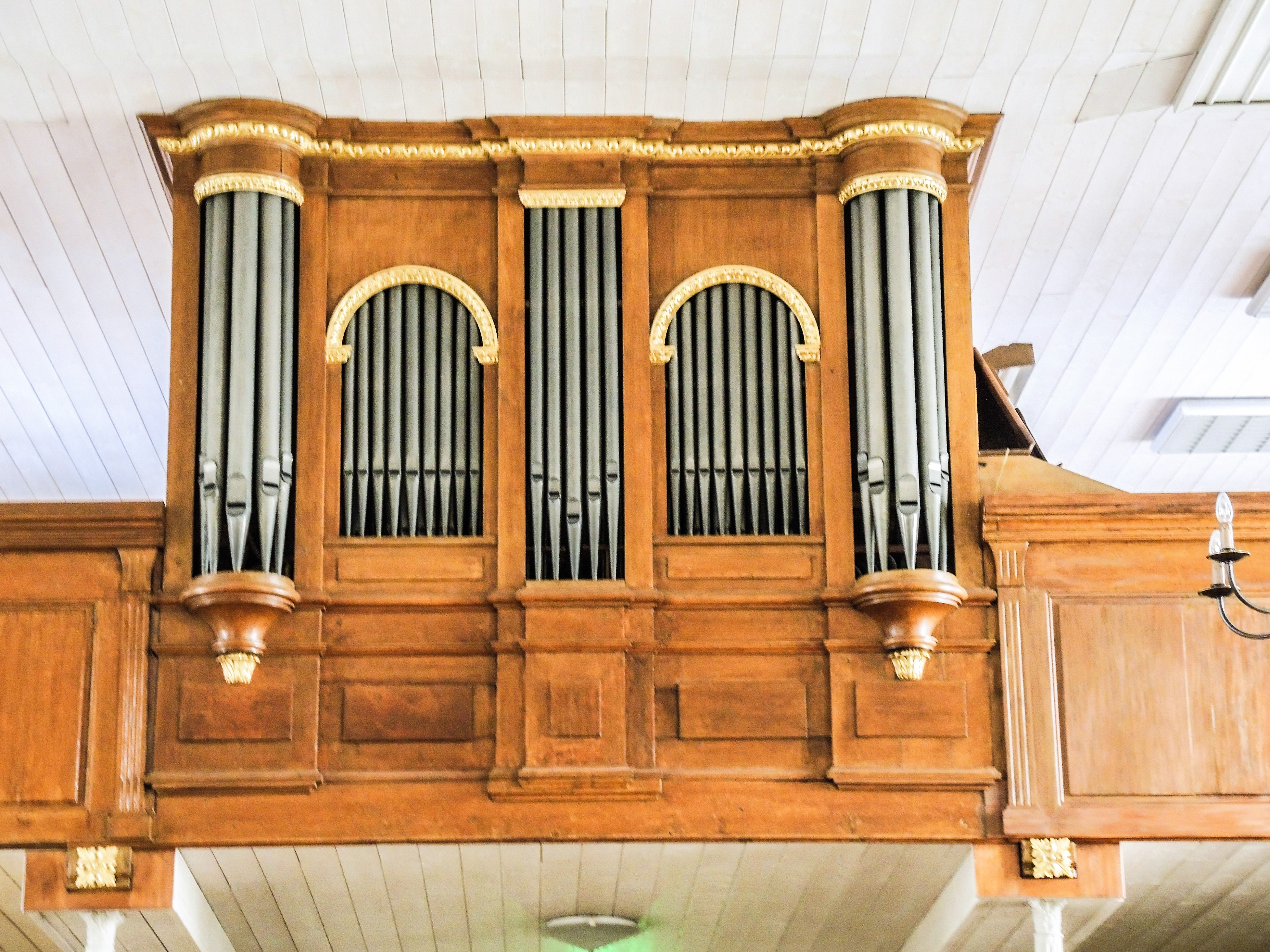
Orgue Rickenbach de 1845

- Eglise Saint Antoine-de-Padoue.Orgue Rickenbach de 1845L'église Saint-Antoine-de-Padoue[28],[29] et son orgue de Valentin Rinkenbach de 1845[30],[31],[32].
- Monuments commémoratifs[33].
- Demeure dite château[34].

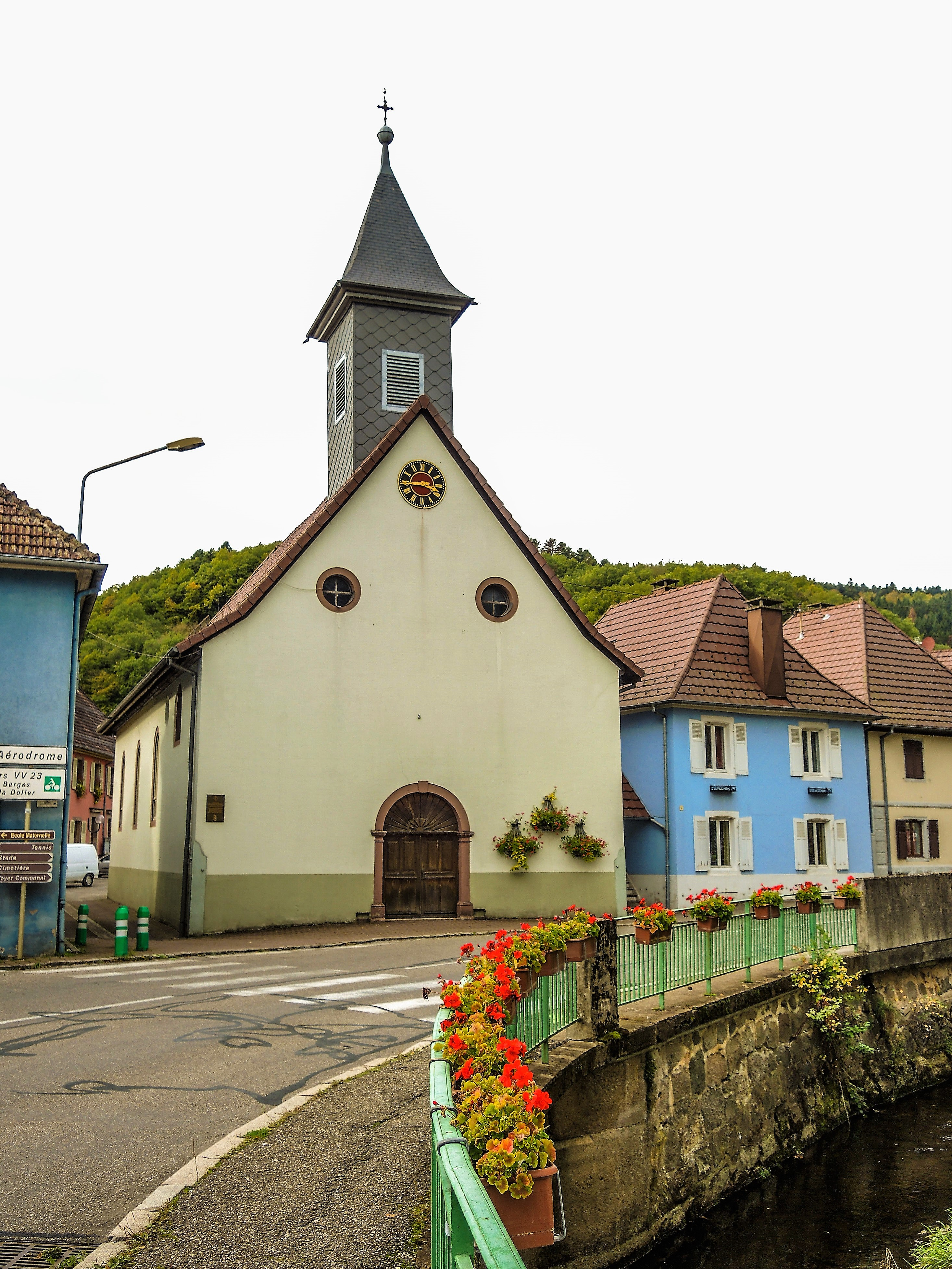
Eglise Saint Antoine-de-Padoue.

- Maison de Gaspard Zeller, fils de Joseph, propriétaire de la filature d'Oberbruck[35].
- Lacs des Grand et Petit Neuweiher, aux confins des communes de Rimbach et d'Oberbruck.

## Personnalités liées à la commune
Oberbruck a été marquée par plusieurs familles liées à l’industrie. Jean-Henri d'Anthès développa la métallurgie au XVIIIe siècle. Ses installations passèrent aux mains des familles Rosen puis Broglie.
Au XIXe siècle, les frères Joseph et Ferréol Zeller fondèrent des usines textiles qui ont fonctionné jusqu’au milieu du XXe siècle.
De la famille Zeller sont issus de nombreux militaires dont le général André Zeller (1898-1979), l'un des quatre généraux organisateurs du putsch des généraux d'Alger en 1961.